# Desobediência civil
Desobediência civil é uma forma de protesto político feito pacificamente e que se opõe a alguma ordem que possui um comportamento de injustiça ou contra um governo visto como opressor pelos desobedientes. É um conceito formulado originalmente por Henry David Thoreau e aplicado com sucesso por Mahatma Gandhi no processo de independência da Índia e do Paquistão e por Martin Luther King Jr. na luta pelos direitos civis e o fim da segregação racial nos Estados Unidos. Segundo David Thoreau, na eventualidade de um governo vigente não satisfazer as exigências de seu povo, este tem o direito de desobedece-lo.

## Aspectos gerais

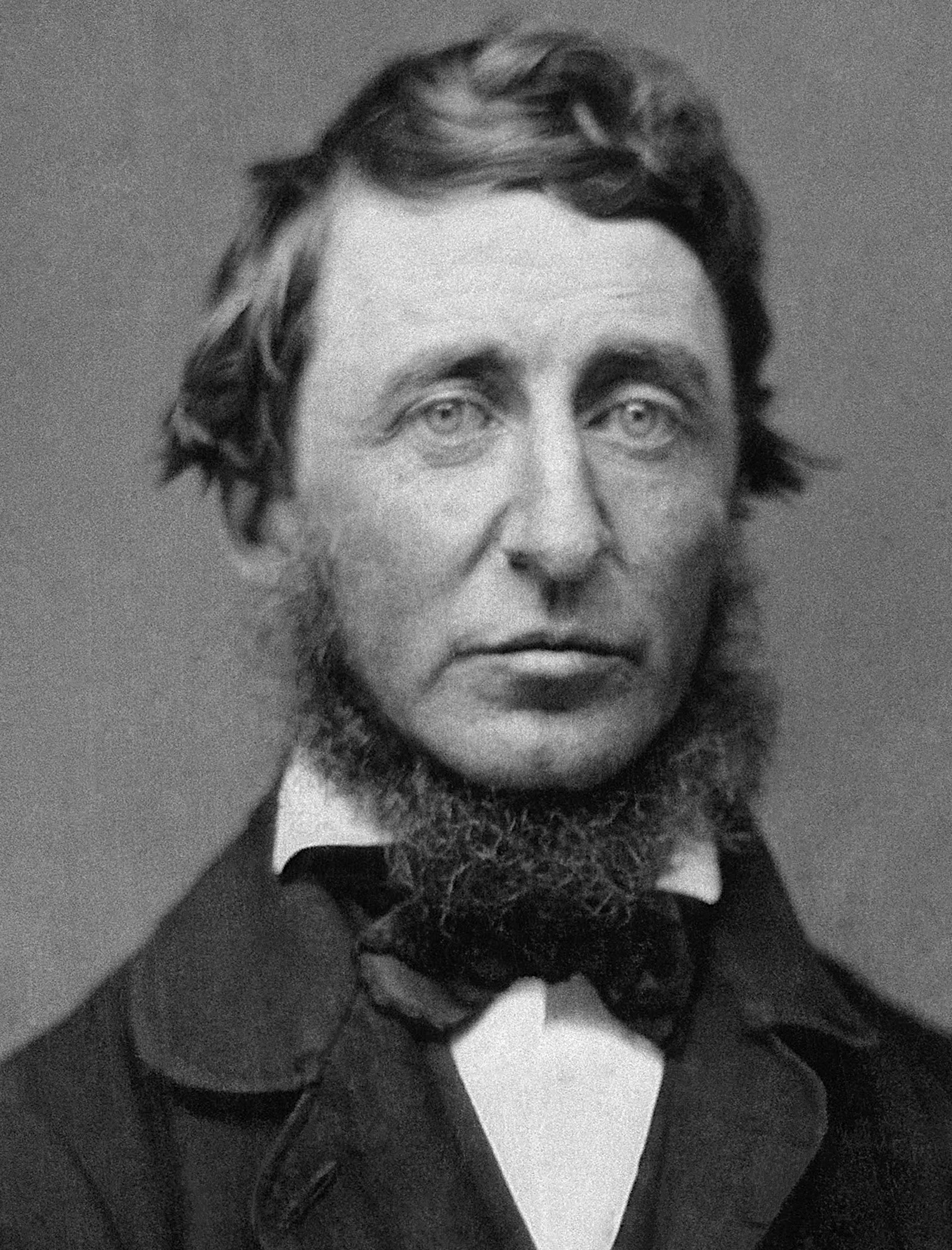
O clássico ensaio de Henry David Thoreau, Desobediência Civil, inspirou Martin Luther King Jr e muitos outros ativistas.

O autor americano Henry David Thoreau, em 1849, foi o pioneiro a estabelecer a teoria relativa dessa prática num compêndio originalmente, intitulado Resistência ao Governo Civil que mais tarde renomeou A Desobediência Civil. A ideia predominante abrangida por esse ensaio era o de auto-aprovação e de como alguém pode estar em boas condições morais enquanto se opõe a quem "explora ou faz sofrer um outro homem"; dizia então que não precisamos lutar fisicamente contra ele, mas sim não apoiá-lo nem deixar que este o apoie estando você contra ele. Este ensaio exerceu uma grande influência sobre muitos praticantes da desobediência civil. Igualmente aí, Thoreau explicava as razões por que se recusara a pagar seus impostos, como um ato de protesto contra a escravidão e contra a Guerra Mexicana.
Mas, antes de Thoreau, existiram outros que, através de teorias próprias mas acessórias a outras teses principais, também realizaram atos de desobediência civil, como faz Antígona, na peça grega de Sófocles. O pioneiro desse pensamento na modernidade, apesar de pouco conhecido, é Etienne de La Boétie (1530-1563), que em seu livro Discurso da Servidão Voluntária, diz que não é preciso se rebelar contra o tirano, bastaria apenas parar de obedecê-lo. "Não é faça nada contra si mesmo." (Boétie, Etienne de. Discurso da Servidão Voluntária; tradução de Casemiro Linarth. São Paulo: Martin Claret, 2009. p. 36). Também outros teóricos, em especial do Iluminismo, trataram de possibilidades de desobediência quando apresentavam suas teses acerca da formação do Estado e da submissão do povo a este, como já explicavam Hobbes, Rousseau e Kant.  
Contudo, é atribuída a Thoreau  a formulação do conceito como uma reação contra o Estado Leviatã de Hobbes. Thoreau  foi o primeiro a efectivamente tratar das condutas de desobediência a um governo estabelecido, problema que não era objeto dos teóricos de sua época. Ele também influenciou profundamente o pensamento político e ações de personalidades notáveis como Leon Tolstoi, Mahatma Gandhi, Martin Luther King Jr., John Rawls e outros.
A desobediência civil foi a tática principal dos movimentos nacionalistas nas antigas colônias da África e Ásia, em sua luta por emancipação. O mais notável e emblemático foi Mahatma Gandhi que usou a desobediência civil contra a dominação britânica. Martin Luther King, líder do movimento dos direitos civis dos Estados Unidos na década de 1960, também adotou a desobediência civil, assim como os ativistas anti-guerra, tanto durante quanto depois da Guerra do Vietnã.
Passeatas e manifestações de protesto, como as campanhas que ocorreram contra a invasão do Iraque, não são necessariamente desobediência civil, pois muitos cidadãos que dessas campanhas participam continuam apoiando o governo de outras formas.
A desobediência civil serviu também como uma tática da oposição polonesa contra os comunistas (ver Solidarność).
Muitos dos que praticam a desobediência civil o fazem desprovidos de crença religiosa, embora integrantes do clero frequentemente participem ou mesmo liderem ações de desobediência civil - a exemplo dos irmãos Berrigan, Daniel e Philip, padres católicos norte-americanos que  foram presos várias vezes por participarem de atos de desobediência civil, durante manifestações contra a guerra.
Buscando uma forma ativa de resistência, aqueles que praticam a desobediência civil escolhem deliberadamente quebrar certas leis, seja formando piquetes pacíficos ou ocupando ilegalmente algum prédio. Fazem isso na expectativa de serem presos (ou até mesmo atacados) pelas autoridades sem esboçar resistência.

## Aspectos jurídicos
Segundo os teóricos do direito, a desobediência civil possui cunho jurídico, mas não precisa de leis para garanti-la. Seria uma forma de expressão do direito de resistência, que é uma espécie de direito de exceção (ou seja, destacado do sistema de direito comum) e, embora tenha cunho jurídico, não necessita de leis para garanti-lo, por ser um meio de garantir outros direitos do Homem. O direito de resistência é o direito de lutar para garantir outros direitos básicos - tais como os direitos naturais à vida e à liberdade - quando as instituições públicas não cumprem seu papel e não há meios legais de assegurar o exercício desses direitos. Trata-se portanto de manter, proteger ou conquistar direitos negados. Segundo John Rawls, a sociedade é "um sistema justo de cooperação social entre pessoas livres e iguais". Todavia, mesmo numa sociedade bem ordenada pode haver instituições políticas, econômicas e sociais injustas. A desobediência civil  é como "um aviso prévio da minoria à maioria, um protesto público não violento endereçado ao sentido de justiça da comunidade ou da sociedade como um todo, no intuito de reverter situações de injustiça".
A desobediência civil está no mesmo patamar jurídico do direito de greve (para proteger os direitos dos trabalhadores) e o direito de revolução (para resguardar o direito do povo exercer a sua soberania quando esta é ofendida). A rigor, a desobediência civil é ilegal. No entanto, segundo o pensamento de Rawls, pode ser considerada como ato legítimo, na medida em que se fundamenta no princípio da justiça. Se a lei não for um instrumento de realização da justiça, o seu descumprimento é legítimo.  Vale como uma espécie de legítima defesa contra a arbitrariedade e a injustiça.